# بیا خیلی برقص
باید بیای برقصی (انگلیسی: Strictly Come Dancing)، که همچنین با نام باید (انگلیسی: Strictly) شناخته می‌شود، یک برنامه تلویزیونی بریتانیایی رقص است که از ۱۵ مه ۲۰۰۴ از بی‌بی‌سی وان پخش می‌شود. این برنامه به‌طور معمول در عصرهای شنبه پخش می‌شود. سپس در شب یکشنبه ادامه برنامه‌ای پخش می‌شود که در آن نتایج رقابت اعلام می‌‌گردد. از سری ۲ به بعد مجموعه برنامه‌ها به‌گونه‌ای پخش می‌شوند که به کریسمس منتهی شوند. به دلیل تعداد بالای بینندگان، باید بیای برقصی به یک برنامه مهم در تلویزیون بریتانیا تبدیل شده است.

## قالب
سر بروس فورسایت و تس دالی سری‌های ۱ تا ۱۱ را اجرا کرده‌اند. از سری ۸ تا ۱۱ فورسایت فقط نمایش اصلی را اجرا می‌کرد و در نمایش مربوط به اعلام نتایج با کلودیا وینکلمن جایگزین شده بود. در آنجا دالی نقش مجری اصلی را برعهده گرفته بود و وینکلمن نقش دستیار مجری را داشت. در سال ۲۰۱۳ فورسایت مجموعه را ترک کرد و وینکلمن و دالی به‌صورت مشترک نمایش اصلی را نیز اجرا می‌کنند. 
بینندگان برنامه می‌توانند از طریق تلفن در رأی‌گیری شرکت کنند و کسانی که تمایل دارند در دور بعدی حضور داشته باشد را انتخاب کنند. نتیجه آرای بینندگان با رأی داورها ترکیب می‌شود و نتایج نهایی مشخص می‌شود. به‌طور مثال اگر ده مسابقه‌دهنده باقی مانده باشند، مسابقه‌دهنده‌ای که از نظر داورها محبوب‌ترین باشد ده امتیاز می‌گیرد، مسابقه‌دهنده‌ای که از نظر داورها در جایگاه دوم قرار بگیرد ۹ امتیاز می‌گیرد و الی آخر. به‌طور مشابه، مسابقه‌دهنده‌ای که از نظر بینندگان محبوب‌ترین باشد ده امتیاز می‌گیرد و  الی آخر.
سودهای به‌دست آمده حاصل از تماس‌های تلفنی در سری اول به خیریه کمک ورزشی اهدا شدند و در سری‌های ۲ تا ۷ به خیریه کودکان نیازمند اهدا شدند. اما از سری ۸ این کمک‌ها متوقف شدند. 

## ارائه

### رقص‌ها
مدت رقص‌ها به‌صورت میانگین تقریباً ۹۰ ثانیه است. آهنگ‌ها به‌وسیله گروه موسیقی باید بیای برقصی فراهم می‌شود. 
- والس، چا چا چا، کوییک‌استپ، رومبا، تانگو، جایو، فاکس‌ترات، پسودابل و سامبا همگی از سری اول وجود داشته‌اند.
- رقص نرم آمریکایی و والس وینی در سری ۳ اضافه شدند.
- سالسا و تانگوی آرژانتینی در سری ۴ اضافه شدند.
- تا سری ۷ دیگر رقصی اضافه نشد. تا اینکه در هفته ۱۱ آن زوج‌ها یک نمایش چارلستون یا راک اند رول را اجرا کردند. در فینال هم یک رقابت لیندی هاپ به نمایش درآمد. از میان تمام این موارد فقط چارلستون برای سری‌های بعدی حفظ شد.
- در سری  ۸ یک سویینگ-ا-تون (بر وزن ماراتون) برگزار شد که تمام زوج‌ها به‌طور همزمان سویینگ رقصیدند و داورها به ترتیب یک-به-یک به آنها رأی منفی می‌دادند تا اینکه فقط یک زوج باقی ماند. این قالب در سری‌های ۹ و ۱۱ نیز تکرار شد.
- در سری دهم یک "ترکیب رقص" به نمایش در آمد که در آن زوج‌ها سعی می‌کردند دو رقص را در یک اجرا پشت سر هم اجرا کنند.
- در سری دوازدهم یک والس-ا-تون مثل سویینگ-ا-تون برگزار شد. تمام زوج‌ها همزمان والس می‌رقصیدند و در انتها داوران نتیجه را اعلام کردند.
- در سری سیزدهم یک کوییک‌استپ-ا-تون برگزار شد که در آن هفت زوج باقیمانده همزمان کوییک‌استپ می‌رقصیدند و داوران آنها را رتبه کردند و بر آن اساس به آن‌ها امتیاز دادند.
- در سری چهاردهم یک چالش چا چا معرفی شد که در آن تمام شش زوج باقیمانده همزمان چا چا چا می‌رقصیدند و داوران آنها را رتبه‌بندی می‌کردند و از یک تا شش به آنها امتیاز می‌دادند.